# Runar Hauge
Runar Hauge (* 1. September 2001 in Bodø) ist ein norwegischer Fußballspieler, der beim FK Jerv in der OBOS-ligaen unter Vertrag steht.

## Karriere

### Verein
Runar Hauge begann seine Karriere in seiner Heimatstadt bei IK Junkeren, bevor er zum größten Verein der Stadt, FK Bodø/Glimt, wechselte. Nach einigen Jahren in den Jugendmannschaften von Bodø/Glimt debütierte er im Jahr 2016 in der zweiten Mannschaft in der 4. divisjon. Bis 2019 konnte er für die Zweitvertretung in 23 Ligaspielen 18 Tore erzielen. Zwischenzeitlich hatte Hauge im Oktober 2017 sein Debüt für die erste Mannschaft gegeben, die zu diesem Zeitpunkt in der 2. Liga spielte. Am Ende der Saison 2017 stieg die Mannschaft in die erste Liga auf. In der Erstligaspielzeit 2019, in der Bodø/Glimt auf Anhieb Vizemeister hinter Molde FK wurde, kam Hauge zweimal zum Einsatz. Von Juli bis September 2020 spielte Hauge als Leihspieler beim norwegischen Zweitligisten Grorud IL. Im gleichen Jahr stand er für Bodø/Glimt in acht Spielen auf den Rasen und konnte mit dem Verein die erste Meisterschaft der Vereinsgeschichte gewinnen. Dabei spielte Runar gemeinsam mit seinem Bruder Jens Petter Hauge in der Meistermannschaft. In der gesamten Saison 2021 spielte Hauge per Leihe beim Zweitligisten IL Stjørdals-Blink.
Im Januar 2022 wechselte der 20-jährige Hauge zum schottischen Erstligisten Hibernian Edinburgh, bei dem er bis 2025 unterschrieb.
Hauge kehrte im Juli 2023 zurück nach Norwegen und wechselte ablösefrei zum Zweitligisten FK Jerv.

### Nationalmannschaft
Runar Hauge debütierte im Jahr 2016 für Norwegen. Seinen ersten Einsatz hatte er im September 2016 in der norwegischen U15-Nationalmannschaft. In vier Partien gelang ihm ein Tor gegen die Schweiz. Im Jahr 2017 absolvierte Hauge 15 Spiele in der U16 und konnte dabei drei Tore erzielen. Im folgenden Jahr gab er sein Debüt in der U17-Nationalmannschaft. Mit dem Team nahm er an der U-17-Europameisterschaft in England teil, bei der es im Viertelfinale gegen den Gastgeber ausschied. Im Jahr 2019 absolvierte Hauge sieben Länderspiele für die U18, in denen er ohne eigenes Tor blieb.

## Familie
Sein älterer Bruder Jens Petter Hauge (* 1999) ist ebenfalls Fußballspieler.